# Juraj Bača
Juraj Bača (* 17. März 1977 in Komárno) ist ein ehemaliger slowakischer Kanute, der bei Olympischen Spielen einmal Bronze gewann und sechsmal Weltmeister war.

## Karriere
Der 1,86 m große Juraj Bača trat 1998 mit seinem Mannschaftskollegen beim ŠKP Bratislava Michal Riszdorfer im Zweier-Kajak an. Bei den Weltmeisterschaften 1998 in Szeged siegten die beiden über 500 Meter. Im Jahr darauf gewannen die beiden bei den Europameisterschaften in Zagreb über 1000 Meter und belegten den dritten Platz über 500 Meter. Bei den Weltmeisterschaften in Mailand siegten Riszdorfer und Bača über 1000 Meter. Bei den Olympischen Spielen in Sydney belegten die beiden den sechsten Platz über 1000 Meter und verpassten das Finale über 500 Meter.
Im Jahr darauf belegte der slowakische Vierer mit Michals jüngerem Bruder Richard Riszdorfer, Michal Riszdorfer, Erik Vlček und Juraj Bača den dritten Platz über 500 Meter bei den Weltmeisterschaften 2001 in Posen. 2002 in Sevilla und 2003 in Gainesville gewann der slowakische Vierer in der gleichen Besetzung wie 2001 sowohl den Titel über 500 Meter als auch über 1000 Meter. Bei Olympischen Spielen wird im Vierer-Kajak lediglich der Wettbewerb über 1000 Meter ausgetragen. 2004 in Athen siegte der ungarische Vierer die Goldmedaille vor dem deutschen Boot. Dahinter erhielten  Richard und Michal Riszdorfer, Erik Vlček und Juraj Bača die Bronzemedaille knapp vor dem bulgarischen Boot.